# Tidsrejse
 For alternative betydninger, se Tidsrejsen. (Se også artikler, som begynder med Tidsrejsen)
En tidsrejse betegner dét at kunne "rejse" enten frem eller tilbage i tiden

på en måde, der i en eller anden grad adskiller sig fra det normale intersubjektive tidsforløb. Kosmonauten Sergei Avdeyev var i 2015 den person, som havde rejst længst frem i tid. Sergei Avdeyev har rejst 1/50 sekund frem i tiden over en periode på 748 døgn i forhold til mennesker på jorden.
Ifølge relativitetsteorien er det muligt, ved hjælp af tilført energi, at bremse tidshastigheden lokalt. Rejser tilbage i tiden er dog stadig science fiction, og nogen mener, at det ligefrem kan bevises, at det projekt for altid vil forblive umuligt.
Andre videnskabsfolk mener dog, at det kan lade sig gøre.

## Relativitetsteorien og tidsrejser
Einsteins specielle relativitetsteori forudsiger at mennesker, som rejser med fly eller raketter i længere tid, ældes lidt mindre end folk på jorden. Det er et faktum, som er målt med atomure i militærfly.

Dermed er der banet vej for det såkaldte tvillingeparadoks (som slet ikke er et paradoks, men bare et mærkeligt resultat af teorien): Hvis den ene af to enæggede tvillinger tager af sted i en rumraket og i lang tid rejser nær lysets hastighed, vil han, når han vender tilbage til jorden, være yngre end sin bror. Han er altså rejst frem i tiden. Denne form for tidsrejser levner dog ikke mulighed for sensationen, at kunne rejse tilbage i tiden.

## Tilbage i tiden via ormehul
Nogle forskere har spekuleret i, hvordan man muligvis kunne udnytte et såkaldt ormehul til at rejse tilbage i tiden. Teorien er dog stadig yderst kontroversiel, og det er muligvis også en for stor opgave nogensinde at konstruere en sådan tidsmaskine. I alle tilfælde er følgende en opridsning af opskriften:
1. Man opfanger og koncentrerer et ormehul.
2. Den ene ende af ormehullet bringes ud til en neutronstjerne, mens den anden bliver ved Jorden.
3. Iflg. relativitetsteorien vil tiden for åbningen ved neutronstjernen nu gå langsommere end for åbningen ved Jorden.
4. De to åbninger samles nu ved siden af hinanden igen, og den ene åbning vil være bagud i tiden.

## Bedstefarparadokset
Bedstefarparadokset forløber således: En mand, vi kan kalde ham Peter rejser tilbage i tiden, til dengang hans bedstefar var en ung mand, før bedstefaren mødte Peters Mormor. Der slår Peter ham ihjel.
Denne tese har flere præmisser:
- 1. Tidsrejser er mulige.
- 2. Det er ikke muligt at ændre fortiden
- 3. Det er muligt at ændre fremtiden
- 4. Universet har 4 og kun 4 dimensioner.

Præmis 1.
Paradokset opstår, fordi alle fire præmisser ikke kan være sande på en gang. Uden at gøre sig præmisserne klart, bruger mange dette paradoks til at argumentere for, at præmis 1 ikke er muligt. Dette er dog ikke nødvendigvis tilfældet. Einsteins Relativitetsteori som så grundlæggende revolutionerede vores opfattelse af kosmos, forudser også eksistensen af ”Einstein-Roosevelt broer” populært kaldet ormehuller. Det er det fænomen, at objekter fjernt fra hinanden kan påvirke hinanden øjeblikkelige. Den eneste betingelse er, at de engang har været nær ved hinanden. Denne effekt kan i teorien bruges til at skabe et hul i tid og rum.
Benytter man denne effekt, sammen med en anden af Einsteins forudsigelser, det faktum at tiden er relativ, og afhængig af ens hastighed, kan man, hvis først man har fået åbnet et stabilt ormehul, bruge dette til at hæfte den ene ende fast i rumskib, mens den anden ende forbliver på jorden. Forestiller vi os nu, at vi har opfundet et rumskib der kan opnå en hastighed på 10 % af lysets ca. 30’000 km/s, vil det tage dette rumskib 80 år at flyve til Alfa Centauri og tilbage igen. På grund af rumtidsforskydningen ved disse høje hastigheder, vil der i rumskibet derimod kun gå ca. 8 år. Når det ankommer til Jorden 80 år senere vil det altså medbringe en ”bro” der går 72 år tilbage i tiden. Alt dette er teoretisk muligt ifølge Einsteins Relativitetsteori så med stor sandsynlighed må vi sige, at præmis 1 holder.
Præmis 2.
Det er ikke muligt at ændre fortiden. Det er denne præmis, som de fleste snubler over i Bedstefarparadokset. Hvis de andre præmisser holder, må vi antage at denne er forkert. Hvis denne er forkert, vil han altså kunne dræbe sin bedstefar. Dette vil føre til den konklusion, at hans mor og dermed han selv aldrig blev født, hvilket fører til, at den person som forhindrede ham i at blive til, ikke var til, hvilket betyder, at han blev født og dermed kunne dræbe sin bedstefar, hvilket igen ville føre til det samme. Dette argument går i ring og uden at se på nogle af de andre præmisser, kan vi konkludere, med absolut tautologisk sikkerhed, at denne præmis er sand. Det kan simpelt hen ikke tænkes anderledes. Man kan altså ikke ændre fortiden.
Præmis 3.
Betyder det, at man ikke kan ændre fremtiden?
Dette er et spørgsmål om determinisme, man kan ikke ændre fremtiden, hvis verden er deterministisk, da denne så vil være bestemt af fortiden. Men Kausaliteten forlanger at enhver årsag ligger før dens konsekvens. Dette betyder, at intet i fremtiden kan være årsag til noget i fortiden. Selve eksistensen af et ormehul vil føre til et ormehul vil føre til et misforhold i årsagskæden hvilket fører til et paradoks.
Grundlæggende set, kan præmis 3 ses på to måder, hvorvidt et autonomt subjekt er i stand til at påvirke verden, og hvorvidt årsagskæden er sand. Det første er et spørgsmål om fri vilje, mens det andet har at gøre med grundlæggende fysik. Der er intet mere grundlæggende i fysikken end årsagskæden, og denne forlanger en retning, og at ethvert tryk skaber et tilsvarende og lige stærkt modtryk. Man kan ikke rejse tilbage i tiden uden at påvirke noget. Det strider simpelt hen mod fysikkens love (se Sommerfugleeffekten)men samtidig ,så må man ikke påvirke noget i fortiden, da dette strider mod præmis to, som er bevist sand.
Der har været mange kreative måder at ”løse” paradokset på i fortiden, bl.a. ved at indføre en form for kosmisk censur. Denne teori kaldes Novikov self-consistency principle, men fører uvægerligt til en fornægtelse af præmis 3.
Præmis 4.
Det fører altså enten til paradokser eller strider mod al fysik at hævde, at nogle af de tre ovenfornævnte præmisser er falske.
Tilbage står præmis fire, som altså må være den der ikke er rigtig.
Afviser vi denne, må vi antage at dens modsætning strengteorien eller i hvert fald dens overordnede essens er sand, hvilket også løser problemet med at forklare kvantemekanikken og indoperere dem under et system. Så vel som det ikke giver mening at antage at de andre præmisser er falske, såvel giver det heller ikke mening at antage, at denne præmis er sand. Dette løser også Bedstefarparadokset som sådant.

### Tidsrejser i populær kultur
Enrique Gaspar y Rimbau er den første til at beskrive en tidsrejse med en tidsmaskine i bogen El Anacronópete, dette inspirerede H.G. Wells til hans roman Tidsmaskinen.
I H.G. Wells roman Tidsmaskinen og i filmen Twelve Monkeys, har man antaget at præmis 3 er forkert.
I tilbage til fremtiden trilogien, med Michael J. Fox antager man at det er præmis 2 der er forkert.
Se også